# Méthode de Ziegler-Nichols
Cette page contient des caractères spéciaux ou non latins. S’ils s’affichent mal (▯, ?, etc.), consultez la page d’aide Unicode.
Pour un article plus général, voir Régulateur PID.
La méthode de Ziegler–Nichols est une méthode heuristique de réglage d'un régulateur PID. Elle a été développée par John G. Ziegler et Nathaniel B. Nichols. La méthode présentée ici est celle utilisant la génération de l'oscillation entretenue en boucle fermée: 
Tout d'abord, on annule l'action intégrale et l'action dérivée. L'action proportionnelle est augmentée jusqu'à ce que le signal en sortie de la boucle fermée oscille de manière entretenue. On note alors ce gain {\displaystyle K_{u}}, c'est le gain maximal (ou gain critique). On note {\displaystyle T_{u}} la période d'oscillation du signal. Les paramètres du régulateur, {\displaystyle K_{p}}, {\displaystyle T_{i}} et {\displaystyle T_{d}}, sont choisis en se référant au tableau ci-dessous.
| Méthode de Ziegler-Nichols |                           |                           |                           |                                  |                                  |
| Type de contrôle           | {\displaystyle K_{p}}     | {\displaystyle T_{i}}     | {\displaystyle T_{d}}     | {\displaystyle K_{i}}            | {\displaystyle K_{d}}            |
| P                          | {\displaystyle 0.5K_{u}}  | -                         | -                         | -                                | -                                |
| PI                         | {\displaystyle 0.45K_{u}} | {\displaystyle T_{u}/1.2} | -                         | {\displaystyle 0.54K_{u}/T_{u}}  | -                                |
| PD                         | {\displaystyle 0.8K_{u}}  | -                         | {\displaystyle T_{u}/8}   | -                                | {\displaystyle K_{u}T_{u}/10}    |
| PID                        | {\displaystyle 0.6K_{u}}  | {\displaystyle T_{u}/2}   | {\displaystyle T_{u}/8}   | {\displaystyle 1.2K_{u}/T_{u}}   | {\displaystyle 3K_{u}T_{u}/40}   |
| PIR (Pessen Integral Rule) | {\displaystyle 0.7K_{u}}  | {\displaystyle T_{u}/2.5} | {\displaystyle 3T_{u}/20} | {\displaystyle 1.75.K_{u}/T_{u}} | {\displaystyle 21K_{u}T_{u}/200} |
| léger dépassement          | {\displaystyle 0.33K_{u}} | {\displaystyle T_{u}/2}   | {\displaystyle T_{u}/3}   | {\displaystyle 0.666K_{u}/T_{u}} | {\displaystyle K_{u}T_{u}/9}     |
| aucun dépassement          | {\displaystyle 0.2K_{u}}  | {\displaystyle T_{u}/2}   | {\displaystyle T_{u}/3}   | {\displaystyle (2/5)K_{u}/T_{u}} | {\displaystyle K_{u}T_{u}/15}    |

Les coefficients à implémenter dans le correcteur sont :
{\displaystyle Ki=Kp/Ti} et {\displaystyle Kd=KpTd}
Ces 3 paramètres sont établis suivant cette équation:
{\displaystyle u(t)=K_{p}\left(e(t)+{\frac {1}{T_{i}}}\int _{0}^{t}e(\tau )d\tau +T_{d}{\frac {de(t)}{dt}}\right)}
qui a la relation suivante entre l'erreur et la sortie du contrôleur:
{\displaystyle u(s)=K_{p}\left(1+{\frac {1}{T_{i}s}}+T_{d}s\right)e(s)=K_{p}\left({\frac {T_{d}T_{i}s^{2}+T_{i}s+1}{T_{i}s}}\right)e(s)}

## Évaluation
La technique de réglage de Ziegler-Nichols crée un décalage d'un quart d'onde. C'est un résultat acceptable pour certaines applications, mais pas optimal pour toutes.
- « La méthode de Ziegler-Nichols est destinée à fournir aux boucles PID une meilleure stabilité face aux perturbations »[2]

La méthode de Ziegler-Nichols donne un gain agressif et favorise les dépassements (overshoots) – Pour les applications qui, au contraire, ont besoin de dépassements minimaux voire nuls, la méthode de Ziegler-Nichols est inappropriée.
Le principal intérêt de cette méthode est sa grande simplicité: il n'est pas nécessaire de déterminer la fonction de transfert H(p) du système pour en réaliser la correction.